# Hemsen

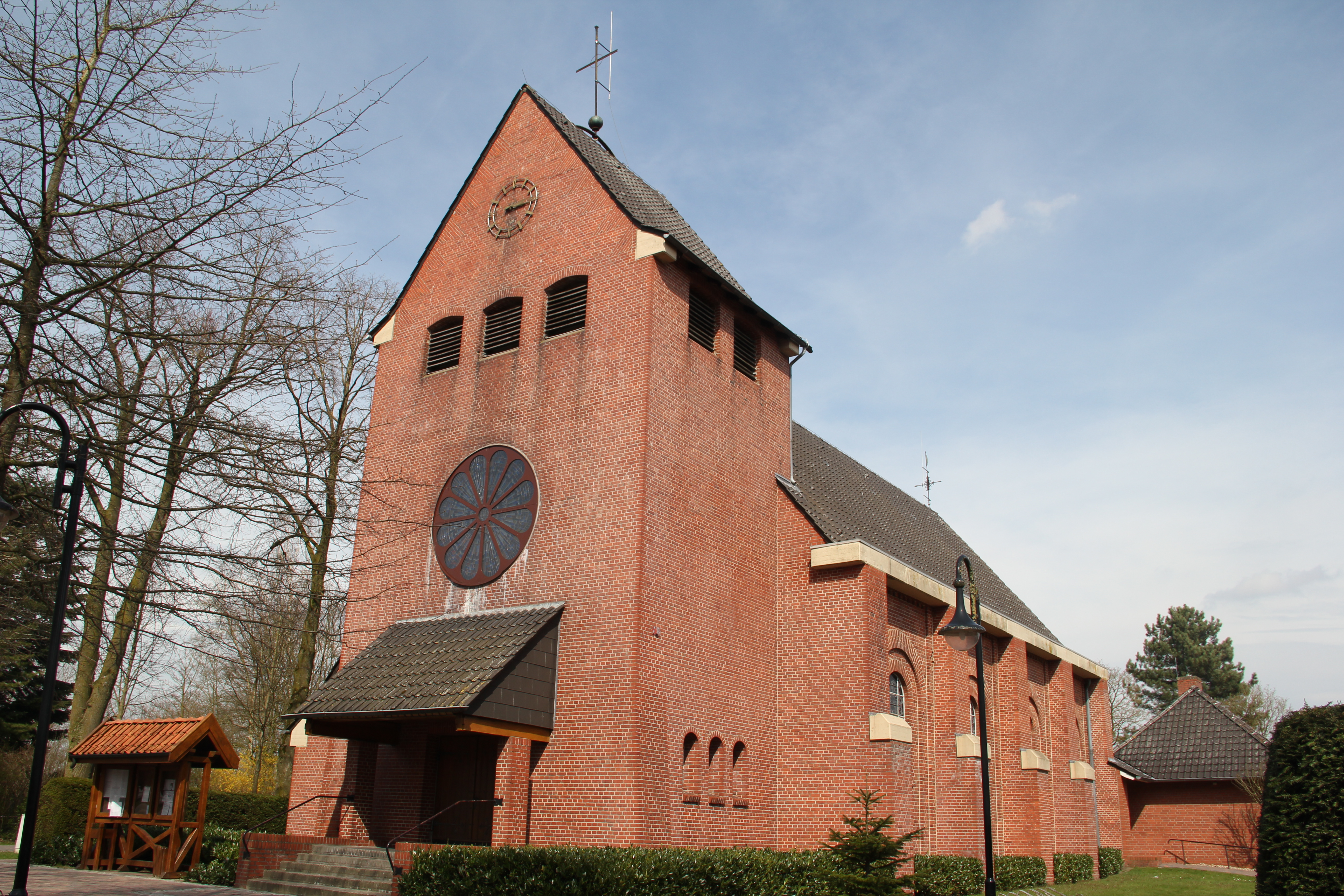
Kirche St. Marien in Hemsen

Hemsen, ein Ortsteil der Stadt Meppen, hatte 2007 743 Einwohner auf einer Fläche von 10,76 km² und gehört, gemeinsam mit den Ortschaften Borken, Hüntel und Holthausen, zu den sogenannten Meppener Nordgemeinden im Landkreis Emsland in Niedersachsen.

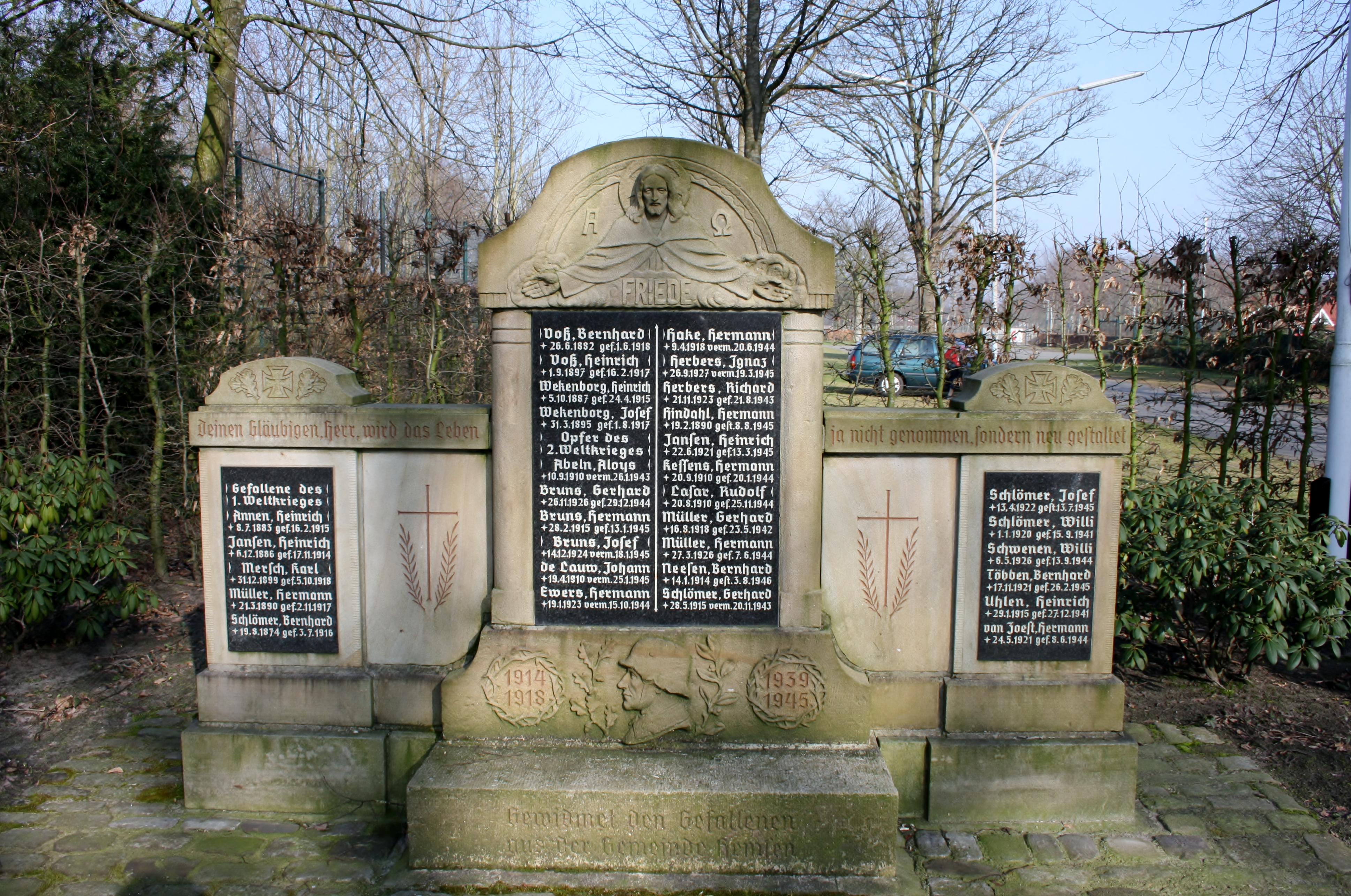
Kriegerdenkmal Hemsen

Am 1. März 1974 wurde Hemsen in die Kreisstadt Meppen eingegliedert.
Ortsvorsteherin ist Annelene Ewers.

## Einwohnerentwicklung
| Jahr | Einwohner |
| ---- | --------- |
| 1821 | 122       |
| 1848 | 134       |
| 1871 | 152       |
| 1885 | 164       |
| 1905 | 158       |

| Jahr | Einwohner |
| ---- | --------- |
| 1925 | 273       |
| 1933 | 292       |
| 1939 | 331       |
| 1946 | 456       |
| 1950 | 445       |

| Jahr | Einwohner |
| ---- | --------- |
| 1956 | 454       |
| 1961 | 453       |
| 1971 | 572       |
| 2005 | 750       |
| 2007 | 743       |